# Sasha J. Blondeau
 (juin 2020).
Si vous disposez d'ouvrages ou d'articles de référence ou si vous connaissez des sites web de qualité traitant du thème abordé ici, merci de compléter l'article en donnant les références utiles à sa vérifiabilité et en les liant à la section « Notes et références ».
Sasha J. Blondeau, né le 26 mai 1986 à Briançon (France), est compositeur de musique contemporaine, principalement dans le domaine de la musique mixte, de la musique électronique et de la musique électroacoustique.

## Biographie
Sasha J. Blondeau est compositeur de musique contemporaine mixte, instrumentale et électroacoustique. Il est docteur en composition musicale du programme Ircam-Sorbonne Université-CNRS. Il compose également des pièces pour le théâtre et s'intéresse à l'interaction entre écriture instrumentale et écriture "électroacoustique" dans un même espace d'expressivité.
Sasha J. Blondeau a commencé par des études de piano et de saxophone (Gap) puis d'analyse, d'écriture et de composition au conservatoire à rayonnement régional de Lyon. Il entre en 2007 au Conservatoire national supérieur de musique et de danse de Lyon dans les classes de composition de Denis Lorrain et François Roux. Il obtient son doctorat de composition à l'Institut de recherche et coordination acoustique/musique en 2017, dans l'équipe Représentations Musicales (directeurs de recherche : Jean-Louis Giavitto (CNRS) et Dominique Pradelle (Paris Sorbonne, Philosophie)) et travaille notamment sur le langage Antescofo et les nouvelles possibilités d'écriture de l'électronique qu'il implique entre 2013 et 2017.
Il est résident à la Cité internationale des arts de Paris de juillet 2013 à juin 2015, puis de 2019 à 2020. En 2014, il participe à l'Académie Manifeste de l'Ircam ainsi que le Summer Composition Institute de Harvard aux Etats-Unis.
Il est lauréat du prix de la Fondation Francis et Mica Salabert 2012 et du prix Sacem "Claude Arrieu" 2018.
Il reçoit des commandes des SWR Donaueschinger Musiktage, des Wittener Tage für neue Kammermusik (WDR), de l'Ensemble Intercontemporain, de Radio France, de l'Ircam, du Festival Musica, du Ministère de la Culture, du Festival Messiaen, des Percussions de Strasbourg, du GMEM (Festival "Les Musiques") ou encore de Françoise et Jean-Philippe Billarant pour sa pièce "Namenlosen" créée à la Philharmonie de Paris en juin 2017 pour le festival Manifeste.
Sasha J. Blondeau a travaillé avec l'Ensemble Intercontemporain, l'ensemble Court-Circuit, l'ensemble Talea, Les Percussions de Strasbourg, l'ensemble Insomnio, l'ensemble XX-21 et avec les interprètes Sarah Maria Sun et des solistes de Musikfabrik (Witten 2019), Hae-Sun Kang, Christophe Desjardins et Séverine Ballon. Les projets futurs incluent des collaborations avec l'Ensemble Intercontemporain l'ensemble Kwadrofonik et le Quatuor Diotima.
Il était pensionnaire à la villa Médicis, Académie de France à Rome, pour l'année 2018-2019.
Sasha Blondeau, homme transgenre, était connu comme Julia Blondeau jusqu'en 2018.

## Œuvres
- Métamorphisme, 2005
- 2008 :
  - Metropolis
  - Mundus Limina
- 2010 :
  - Arrière-fond
  - Junkopia
- Chelovek, 2011
- 2012 :
  - Soubresauts
  - Sêma
- Désastre, 2013
- 2014 :
  - Nachleben
  - Tesla
  - Tesla ou l'effet d'étrangeté
  - État d'exception
- Théâtre d'ombres, 2015
- Sortir du noir, 2016
- Namenlosen, 2017[2]
- 2018 :
  - L'œil exact
  - Urphänomen I
  - Urphänomen II
- 2019 : 
  - Atlas I : In principio
  - Atlas II : Ils portent en eux un passé qui s'immisce
  - Ponentino
  - Contre-espace
- 2020 :
  - Urphänomen IIb